# Максименко Олена Сергіївна
Максименко Олена Сергіївна (нар. 9 травня 1985, Київ) — українська журналістка, фотографка, письменниця, мандрівниця.

## Біографічні дані
Народилася в місті Києві 9 травня 1985 року. 2006 року закінчила бакалаврат факультету журналістики в Київському національному університеті ім. Тараса Шевченка). 2008 року – магістерську програму "Давня історія та археологія" Національний університет «Києво-Могилянська академія», захистила магістерську роботу на тему "Перевертництво у світоглядних традиціях індоєвропейських народів".[джерело?]

## Журналістська діяльність
З 2015 року працює воєнним кореспондентом. Дописує до видань "Новинарня", Donbas Frontliner, "Локальна історія".
Більшість професійного життя працює фрілансеркою. Публікувалася у виданнях «Український тиждень», «День», «Українська правда», «ЛітАкцент», «Новинарня», «Donbas Frontiner», «Тексти» та інші.[джерело?]
2007 року була головним редактором літературно-мистецького альманаху «Золота доба».[джерело?]

## Громадська діяльність
Під час Революції Гідності на Майдані Незалежності у Києві була в епіцентрі подій – як волонтер чи фотограф-журналіст.[джерело?] 18 лютого 2014 року під час трагічних подій на Майдані Олена отримала поранення від гранати, що вибухнула біля її ніг.[джерело?]
Під час російської окупації Криму побувала у полоні в російських бойовиків. 9 березня 2014 року як журналіст разом із колегами вирушила до Криму, де на російському блокпості їх затримали, обікрали, побили й утримували в полоні протягом кількох днів. 
Під час війни на Сході України працювала парамедиком-добровольцем у складі медичного підрозділу Добровольчого українського корпусу (ДУК) «Госпітальєри».
10–20 листопада 2015 року організувала реабілітаційний табір-фестиваль для фронтовиків «Камуфляжна осінь» на мистецькому хуторі Обирок.

## Творча діяльність
Поезії Олени Максименко друкували в періодиці – зокрема, в інтернет-виданнях "Буквоїд", "1576 (Бібліотека українського світу)" , в антологіях "Літпошта" (2009), "Бандерштатна антологія" (2015), "Рядки з передової" (2018, видавництво "Фенікс"), "Любов, що перемагає" (2024, видавництво "Книголав") та інших.

Поетична збірка "Бременські траси", 2006, видавництво "Свічадо", вийшла завдяки перемозі у літературному конкурсі "Гранослов".

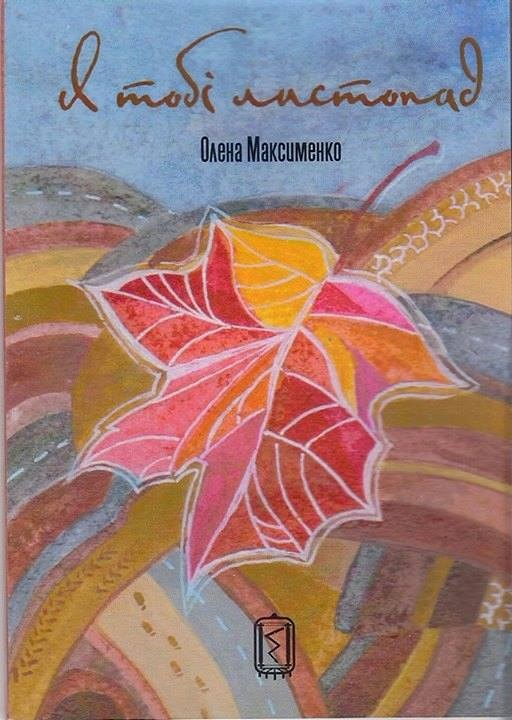
Друга поетична збірка «Я тобі листопад» (2014)

Поетична збірка "Я тобі листопад", 2014, видавництво "Електрокнига". Книга стала наслідком перебування авторки у кримському полоні: після повернення Олени до Києва її друзі запустили в соціальних мережах ініціативу і зібрали кошти на видання.
Збірка прозових оповідань "Неприкаяні", 2016, видавництво "Смолоскип". Вийшла як результат перемоги в однойменному літературному конкурсі.
Оповідання для підлітків "Пси, які приручають людей", 2021, видавництво "Портал". Книга про життя підлітків у прифронтовій зоні на початку війни.
Збірка документальних історій захисників і захисниць "Пряма мова. Хроніки захисту", 2024, видавництво "Віват".

## Нагороди, відзнаки
Творчість Олени Максименко відзначено літературними преміями:
- «Гранослов» (2005)[джерело?]
- «Культреванш» [джерело?]
- «Смолоскип» (2016 – друга премія за повість «Неприкаяні»)[7]